# Zwaanaarde
Zwaanaarde is een gehucht in het grondgebied van de deelgemeente Sinaai en maakt daarmee deel uit van de gemeente Sint-Niklaas in de Belgische provincie Oost-Vlaanderen. Zwaanaarde ligt op de weg tussen Eksaarde en Sinaai.
In 1218 werd reeds verwezen naar de heerlijkheid van Zwaanaarde. De naam is een samenstelling van “Suavo”, een persoon, en “aard”, een stapelplaats. In het laatste decennium van de zeventiende eeuw leed het gehucht zwaar onder de plundering en het platbranden van de terugtrekkende legers van Lodewijk XIV van Frankrijk die de tactiek van de verschroeide aarde gedurende de eindfase van de Negenjarige Oorlog toepasten. In 1866 werd er in Zwaanaarde een gemengde gemeentelijke school ingericht. Later volgde ook een vrije basisschool, De Zwaan.
Deelgemeenten: Belsele · Nieuwkerken-Waas · Sinaai · Sint-Niklaas

Overige plaatsen en wijken: Baenslandwijk · Clementwijk · Dillaertwijk · Driegaaien · Driekoningenwijk · Drielinden · Duizend Appels · Eindeken · Elisabethwijk · Fabiolawijk · Godschalk · Hertjen · Hoogkameren · Kettermuit · Kletterbos · Krekel · Molenwijk · Ossenhoek · Patotterij · Populierenwijk · Priesteragiewijk · Puivelde · Stationswijk · Ster · Tereken · Valk · Vlijminckshoek · Vossekot · Vosselwijk · Watermolenwijk · Westakkers · Wijnveld · Zwaanaarde

Belgische gemeenten · Arrondissement Sint-Niklaas · Oost-Vlaanderen · Vlaanderen